# 중앙통신사

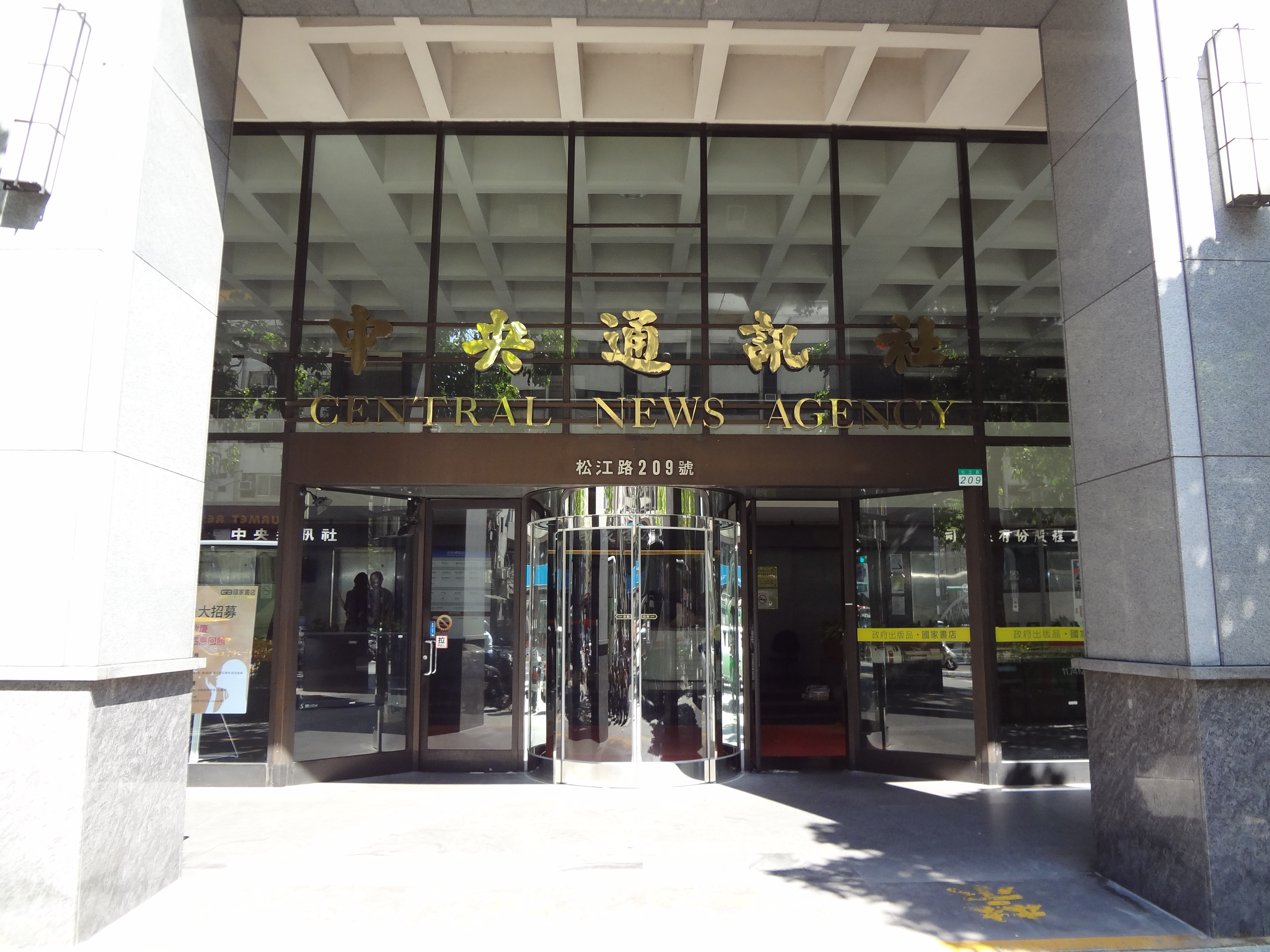

중앙통신사(중국어: 中央通訊社)는 중화민국의 국영 통신사이다.
1924년 중화민국 광저우시에서 설립하였으나 1949년 중화인민공화국의 성립에 따라 타이완섬(타이베이시)로 이전하였다. 타이베이 이전 당시 중국 국민당 산하 기관이었으나, 1995년 타이완 중앙통신법 제정에 따라 언론 전재료 협정을 통해 국영으로 전환하여 운영중이다.

## 같이 보기
- 신화통신사